# Stördorf
Stördorf település Németországban, Schleswig-Holstein tartományban. Lakosainak száma 128 fő (2023. december 31.).

## Népesség
A település népességének változása:
| Lakosok száma | 174  | 120  | 118  | 124  | 123  | 128  |
|               | 1975 | 2017 | 2019 | 2021 | 2022 | 2023 |